# 시리아 혁명
시리아 혁명은 2011년 2월부터 2024년 12월 8일까지 시리아 전역에서 발생한 대규모 시위와 민중 봉기로, 이에 대한 바트당 정권의 폭력적인 탄압이 뒤따랐다. 이는 아랍 세계에서 벌어진 더 큰 범위의 아랍의 봄의 일부였다. 수십 년간 이어진 아사드 가문의 통치 종식을 요구하며 시작된 혁명은 2011년 1월 소규모 시위로 발발했으며, 3월에는 전국적인 항쟁으로 확대되었다. 바샤르 알아사드 대통령이 이끄는 바트당 독재 정권에 대한 대규모 시위는 경찰과 군대의 폭력적인 진압, 대규모 체포, 잔혹한 탄압을 불러왔으며, 그 과정에서 수십만 명이 사망하고 수만 명이 부상을 입었다.[c] 혁명 발발 13년 후인 2024년 12월, 반군의 연이은 공세 끝에 아사드 정권이 붕괴되었다.
아사드는 탄압, 검열, 일부 양보 등을 통해 시위를 진압하려 했지만, 4월 말까지 시위는 본격적인 혁명으로 발전했다. 바트당 정권은 지상군과 공군을 동원하여 반군과 전투를 벌일 것을 명령했으며, 시위대와 민간인을 상대로 대규모 폭력을 행사했다. 이에 국제사회는 아사드 정권을 강하게 규탄하며 시위대에 대한 지지를 표명했다. 군 내부에서도 불만이 고조되면서 시리아 아랍군에서 대규모 탈영이 발생했고, 시민들은 전국적으로 반정부 무장 조직을 결성하기 시작했다. 이 과정에서 혁명은 단순한 민중 봉기를 넘어 무장 반란으로 변화했으며, 결국 전면적인 내전으로 확산되었다. 2011년 7월 29일, 자유 시리아군(FSA)이 창설되며 본격적인 무장 투쟁이 시작되었다.
2011년 10월~12월 사이 반군이 세력을 확장하며 시리아 북부, 남부, 서부에서 반정부 시위가 더욱 거세졌다. 이에 정권은 강경 진압으로 대응해 수만 명이 목숨을 잃고 수십만 명이 부상을 입었으며, 이는 국민의 분노를 더욱 증폭시켰다. 바트당 정권은 ‘샤비하(Shabiha)’라 불리는 친정부 민병대를 동원해 시위대를 공격하며 종파적 폭력을 조장했다. 그러나 학생과 젊은이들을 중심으로 한 혁명 활동은 탄압 속에서도 계속되었다. 2012년부터 반군 세력이 시리아 전역에서 광범위한 영토를 장악하기 시작하면서, 유엔은 2012년 6월 공식적으로 시리아 사태를 '내전'으로 규정했다.
전례 없는 폭력 사태에 대해 국제사회는 강하게 반발했다. 2011년 4월 29일, 유엔 인권이사회(UNHRC)는 긴급 회의를 소집하여 시리아에서 발생한 대규모 학살과 인권 유린을 조사하도록 특위를 구성했다. 조사 결과, 시리아 아랍군, 비밀경찰, 바트당 민병대가 집단 학살, 강제 실종, 즉결 처형, 공개 재판, 고문, 암살, 병원에서 환자 납치 등의 만행을 저질렀으며, 정부 차원의 공식적인 ‘사살 명령(shoot-to-kill policy)’이 존재했음이 밝혀졌다. 2011년 8월 18일 발표된 UNHRC 보고서는 이를 ‘반인도적 범죄’로 규정하며, 유엔 인권 고등판무관 나비 필레이(Navi Pillay)는 국제형사재판소(ICC)에 아사드 기소를 요청해야 한다고 촉구했다.같은 해 8월 22일, UNHRC는 두 번째 긴급 회의를 열어 아사드 정권의 잔학 행위를 규탄하며 즉각적인 군사 작전 중단과 시리아 주도의 정치적 해결을 촉구했다. 다수 국가가 아사드의 사임을 요구했다.
2024년 12월, 혁명 세력은 마침내 아사드 정권을 무너뜨리는 데 성공했다. 아사드는 모스크바로 도피했고, 수도 다마스쿠스가 함락되면서 아사드 정권이 공식적으로 붕괴했다. 당시 시리아 총리였던 모하마드 가지 알잘랄리는 권력을 혁명 세력에게 이양했으며, 이후 혁명 지도부가 시리아 과도정부를 수립했다.

## 같이 보기
- 아랍의 봄